# Tofarvet kløverbusk
Tofarvet kløverbusk (Lespedeza bicolor) er en løvfældende busk (eller i hårde vintre: en halvbusk) med blødt overhængende vækst. Planten formodes at være giftig i alle dele.

## Beskrivelse
Barken er først lysegrøn og glat, men senere bliver den gråbrun og svagt stribet. Knopperne er spredte, hårede og små. Bladene er trekoblede med elliptiske, helrandede småblade. Oversiden er friskt grøn, mens undersiden er næsten rent grå. Blomsterne er violette eller gammelrosa. De sidder samlet i klaser fra bladhjørnerne ud mod skudspidsen. Frugterne er små, runde bælge. Frøene modner i reglen ikke her i landet.
Rodnettet består af en dybtgående pælerod med et vidt forgrenet net af siderødder. Busken kan udnytte luftens kvælstof (N) ved hjælp af bakterier i knolde på rødderne.
Højde x bredde og årlig tilvækst: 1,5 x 2,5 m (50 x 50 cm/år).

## Hjemsted
Kløverbusk gror på stepper og bjerge i Manchuriet, Nordkina (bl.a. lidt vest for Beijing) og Korea. Arten er desuden vidt spredt i Nordamerika, hvor den er invasiv på tørre og lysåbne voksesteder. I den selvstyrende, kinesiske region, Xinjiang, vokser arten i lyse skove og på tørre græsstepper sammen med f.eks. kinesisk kirsebær, lakgiftsumak, måttefyr, stikkende sølvblad og vinget benved. .